# Octomeria brevifolia
Octomeria scirpoidea là một loài lan đặc hữu của miền nam Neotropics.

## Hình ảnh

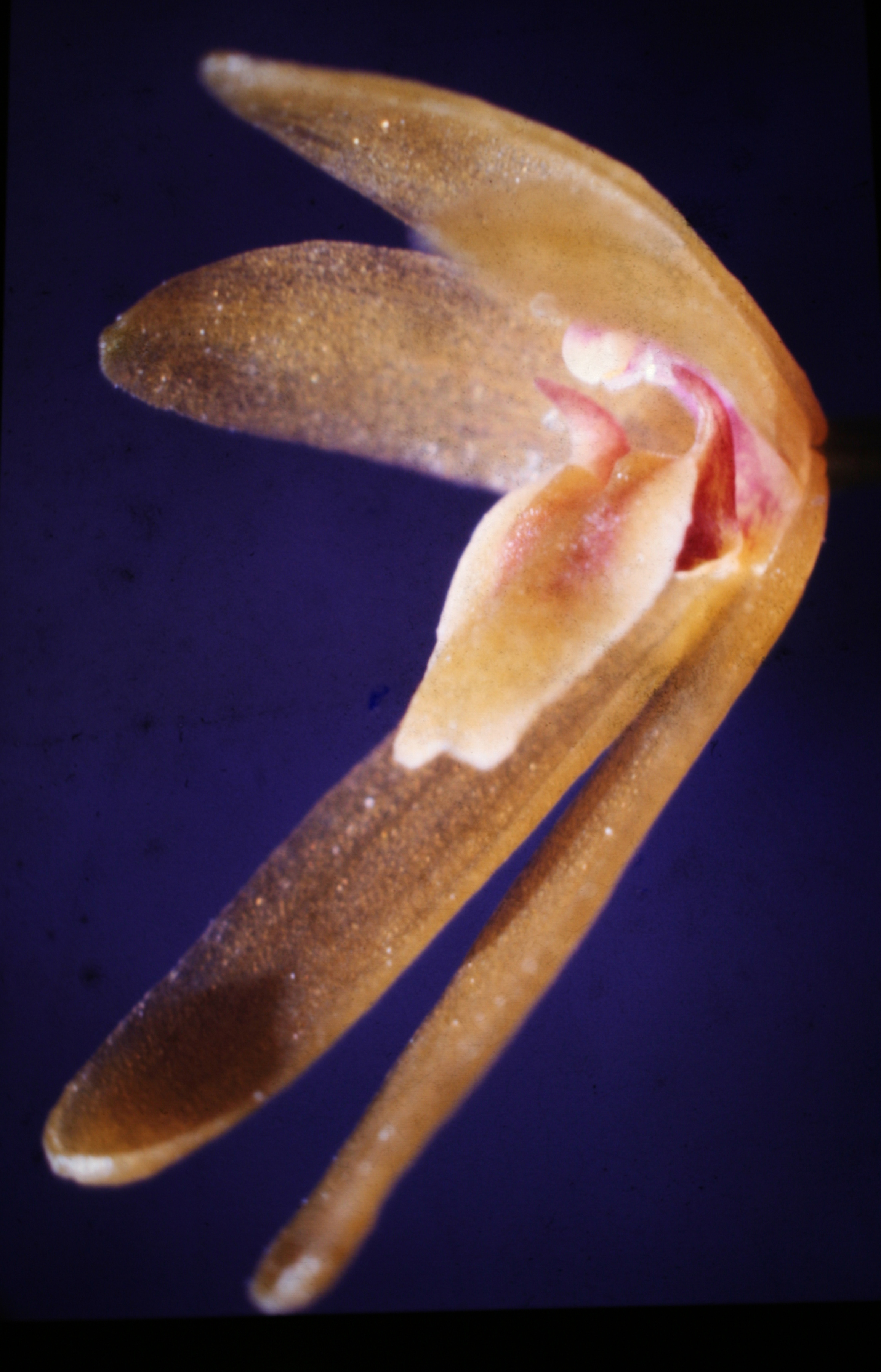
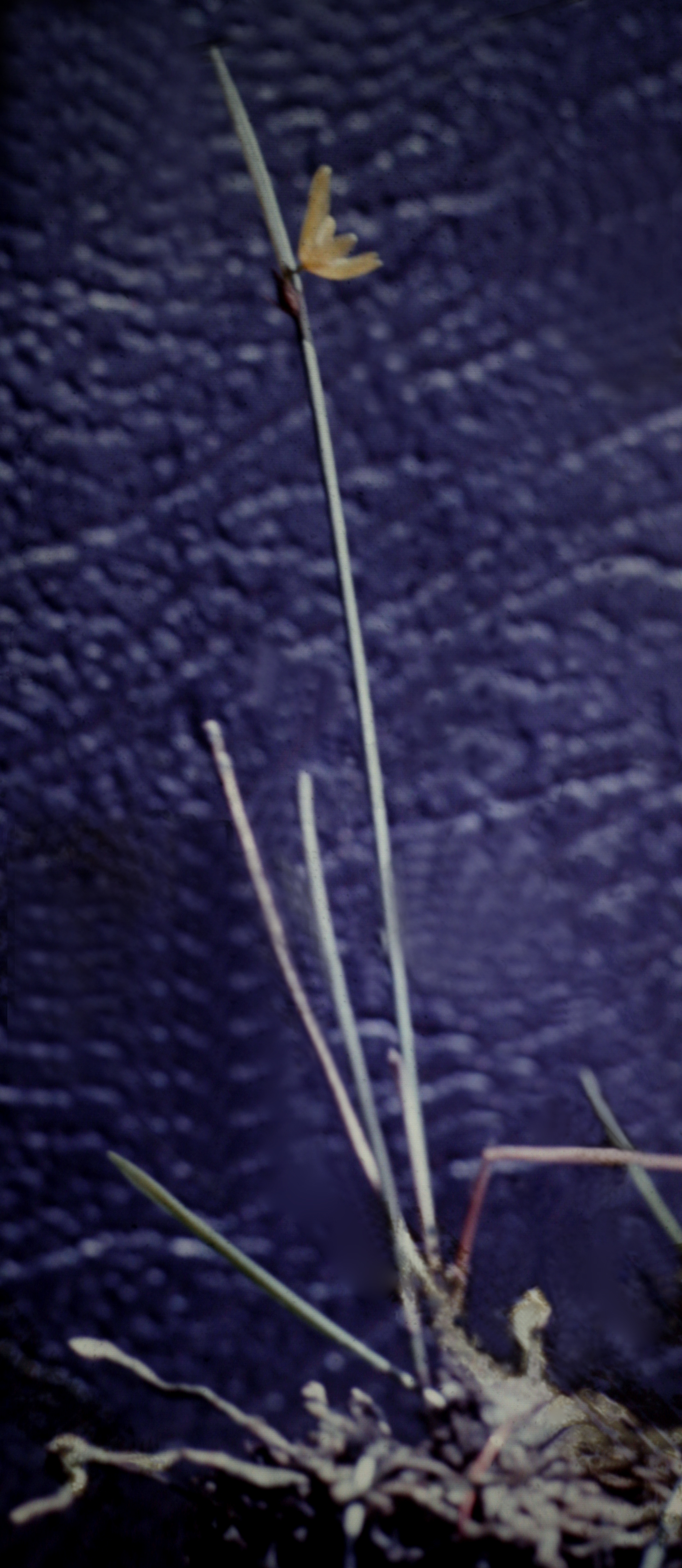
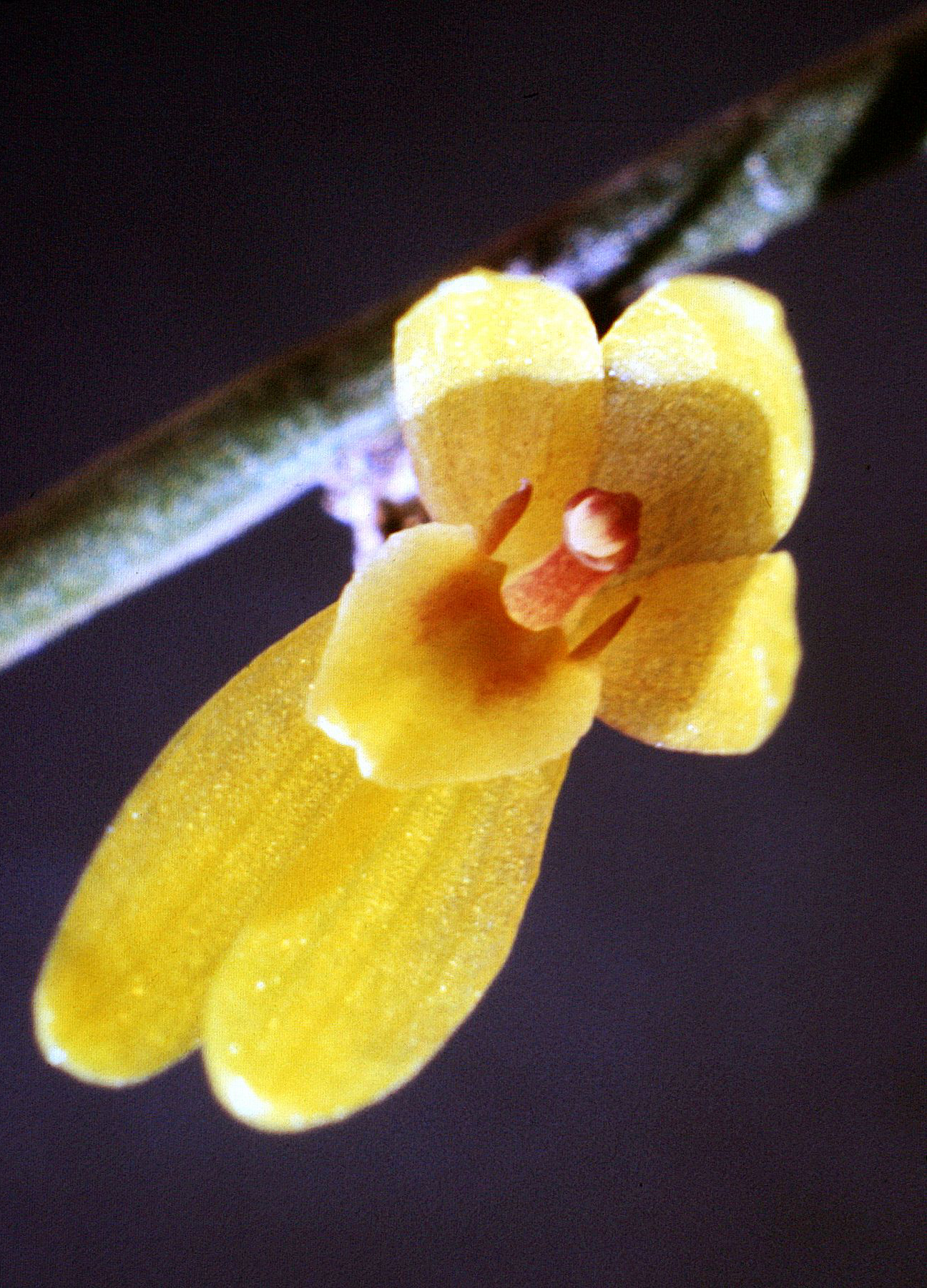

- Tập tin:Octomeria brevifolia. Flora Brasiliensis 3-4-133.jpg